# Station South Ruislip
South Ruislip is een station van Network Rail en de metro van Londen aan de Central Line. Het spoorwegstation dat in 1908 is geopend ligt in Ruislip. In 1948 begon de dienstregeling op de Central Line.

## Geschiedenis
De GWR/GCR Joint-lijn naar High Wycombe kende zowel treindiensten naar Paddington als Marylebone. De samenvloeiing/splitsing van de lijnen van/naar de respectievelijke kopstations lag bij Northolt Junction iets ten oosten van station South Ruislip, vanwaar vier sporen westwaarts liepen naar Ruislip Gardens en West Ruislip waar de lijn versmalde tot dubbelspoor. Het station werd geopend op 1 mei 1908 onder de naam Northolt Junction. In september 1932 werd het station omgedoopt in South Ruislip & Northolt Junction. 
In 1933 werd het OV in Londen genationaliseerd in de London Passenger Transport Board die met het New Works Programme 1935-40 kwam om knelpunten in het metronet aan te pakken en nieuwe woonwijken aan te sluiten op de metro. Onderdeel was een zijtak van de Central Line van North Acton naar Denham. De bouw van deze zijtak, die parallel aan bestaande spoorlijnen werd gelegd,  begon in 1936, als gevolg van de Tweede Wereldoorlog kwam het werk echter in 1939 tot staan.
In oktober 1942 stortte een Wellington-bommenwerper opweg naar RAF Northolt neer in de buurt van het station, waarbij alle bemanningsleden en zes burgers omkwamen. Op 30 juni 1947 werd de naam van het station ingekort to South Ruislip.
Het metrostation, naar een ontwerp van Brian Lewis en FFC Curtis, werd op 21 november 1948 samen met de verlenging van de Central Line naar West Ruislip geopend, de ronde stationshal werd pas in 1960 opgeleverd.  De fries van beton, glas en graniet in de stationshal is een van de vroegste openbare werken van glaskunstenaar Henry Haig.

## Infrastructuur
Eind 1973, begin 1974 werd de spoorindeling vereenvoudigd vlak voordat het beheer van het station op 24 maart 1974 overging van de Western Region van British Rail naar de London Midland Region. 
De aanpassingen werden doorgevoerd om hogere snelheden mogelijk te maken bij de aansluiting voor de diensten van Marylebone en de wissels waardoor treinen uit Paddington het perron voor de treinen naar het westen konden bereiken werd verwijderd. Alle treindiensten naar de stad werden verplaatst naar het voormalige doorgaande spoor. Het noordelijke spoor dat vroeger vanaf het perronspoor bij West Ruislip was doorgetrokken werd opgebroken ten gunste van een verbreed perron. De uitlijning van het spoor richting Marylebone werd verbeterd om hogere snelheden mogelijk te maken. Hier zijn nog restanten van het oude spoorwerk te zien ten noorden van de lijn. Vlak ten oosten van het station ligt een afvaloverslag van de West London Waste Authority waar dagelijks een afvaltrein rijdt. Parallel aan de metro loop ook een enkelsporige verbinding met de lijn Acton-Northolt. De bemande seinhuizen langs de lijn werden begin 1990 verwijderd nadat de verkeersleiding was ondergebracht in Marylebone en de lijn van lichtseinen was voorzien. 
De sporen naar Marylebone liepen vroeger aan weerszijden van de afvaloverslag West Waste. In het kader van het Evergreen 3 project van Chiltern Railways, werd Northolt Junction omgebouwd en kwam er een tweede spoor langs de noordkant van de afvaloverslag. Hierdoor kon de baanvaksnelheid worden verhoogd van 97 km/u naar 160 km/u. Stoptreinen maken gebruik van het oude spoor langs het perron, terwijl de sneltreinen het nieuwe spoor aan de noordkant van de afvaloverslag gebruiken. Aan de westkant van het station kruisen de sporen de weg met een brug. Deze brug heeft een doorrijhoogte van slechts 3,58 m hetgeen vaak tot aanrijdingen door hoge voertuigen leidt. Om de schade aan de brug zelf te beperken zijn aan de buitenkant balken aangebracht om de klap op te vangen.

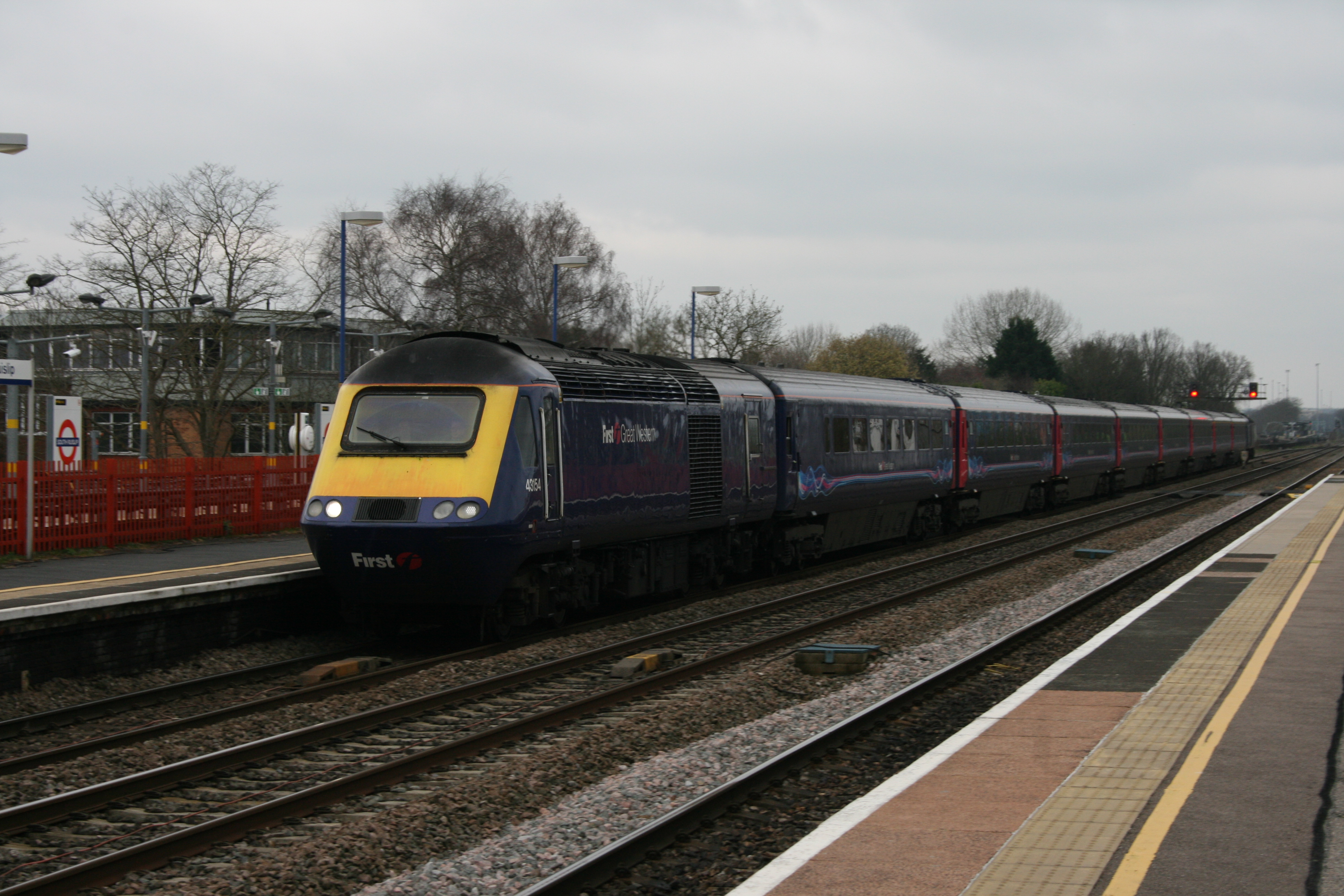
Een High Speed Train bij South Ruislip.
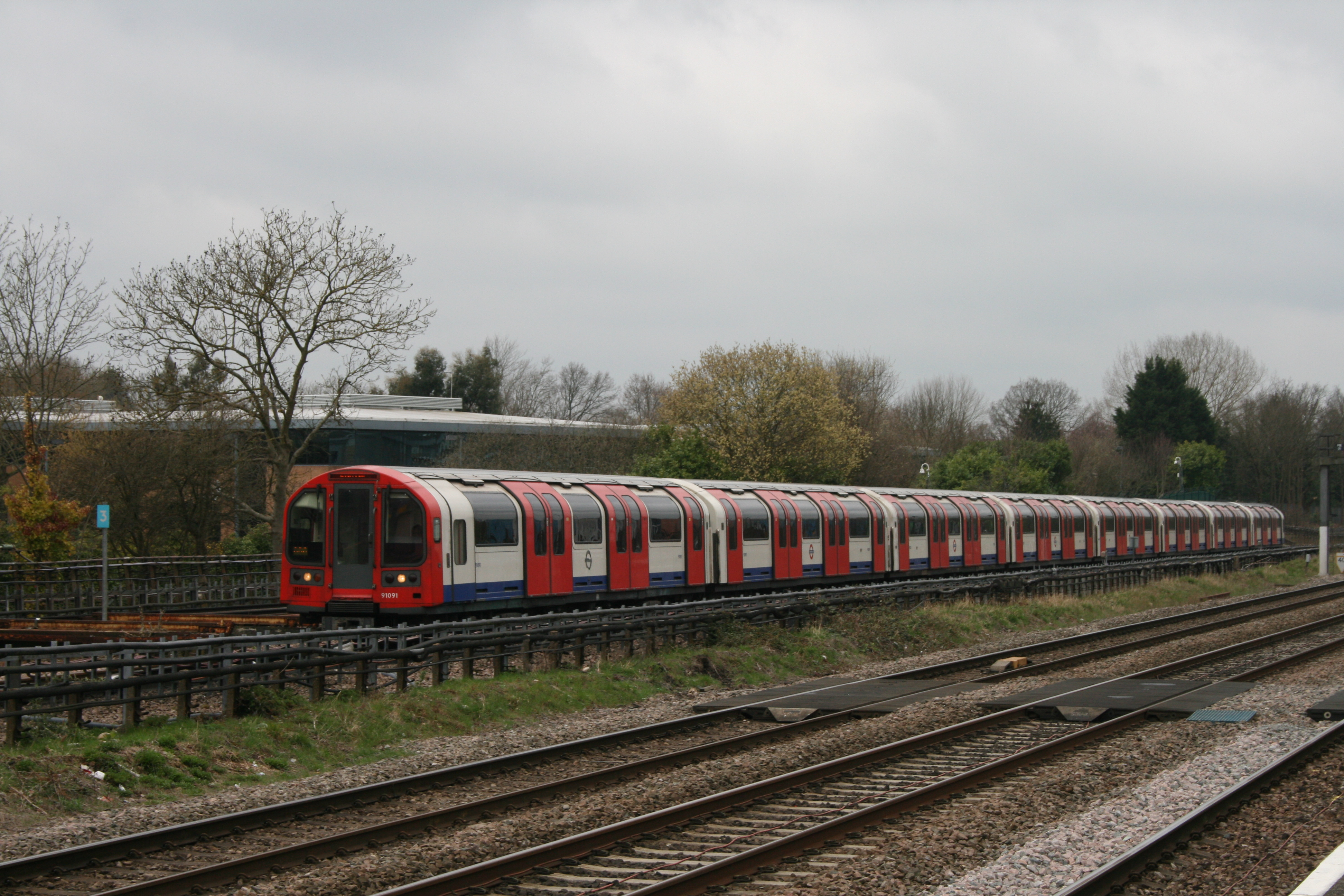
Een metrostel op de Central Line bij South Ruislip.
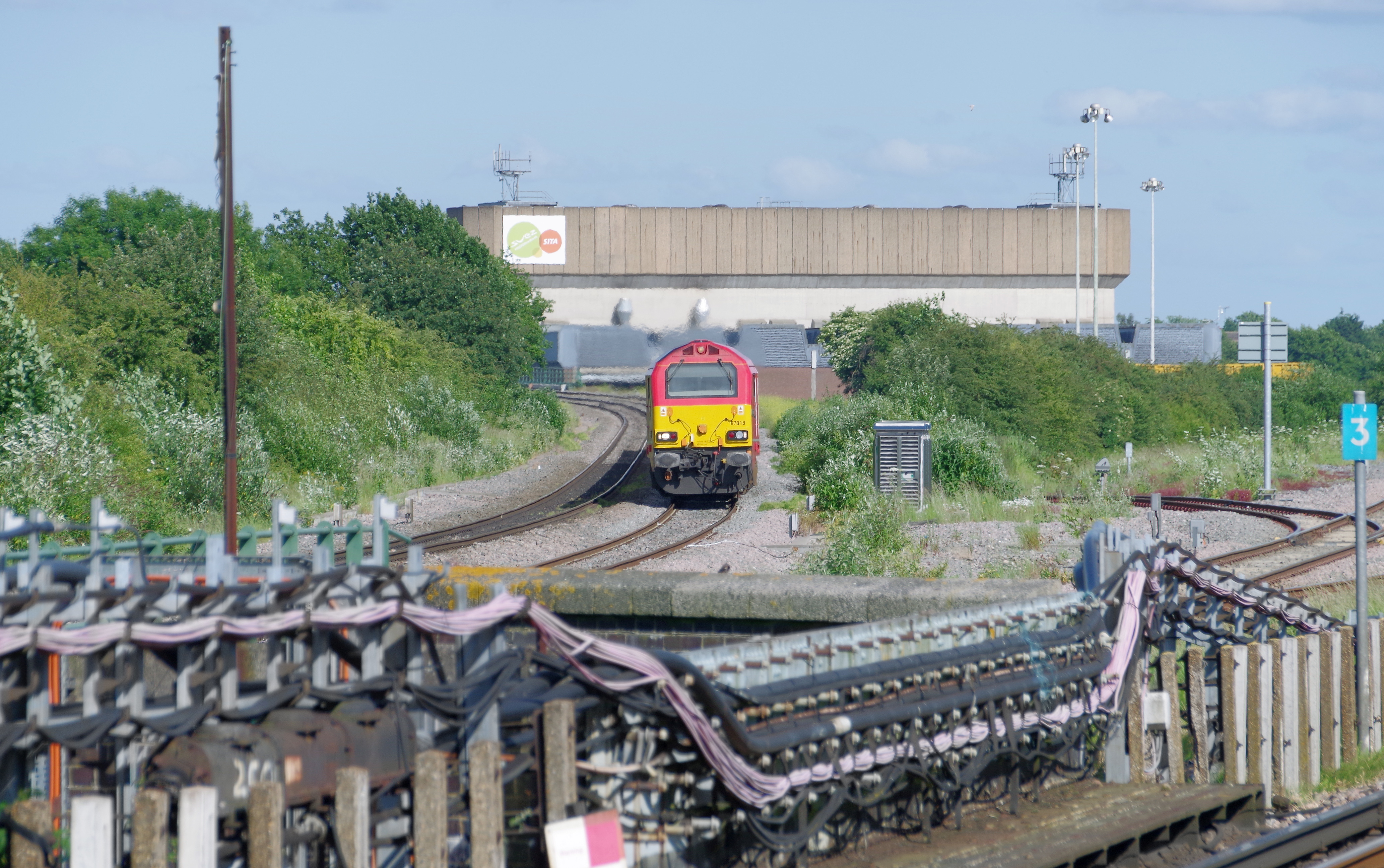
De afvaloverslag langs de sporen naar Marylebone.

## Reizigersdienst
Het station is eigendom van en wordt beheerd en bemand door London Underground. Het station bevindt zich in Travelcard Zone 5. De toegang tot de perrons loopt via OV-poortjes.
In de daluren omvat de reizigersdienst:

### Central Line
- 9 metro's per uur naar West Ruislip
- 9 metro's per uur naar Epping

### Chiltern Railways
- 1 treinen per uur naar Londen Marylebone
- 1 treinen per uur naar High Wycombe

In het weekend rijdt de dienst naar het noorden naar Gerrards Cross in plaats van High Wycombe.
Er is ook een parlementaire dienst op maandag tot en met vrijdag naar West Ealing via de zijlijn bij Greenford.